# Технически университет – Габрово
Техническият университет в Габрово е държавно техническо висше училище.
В него се обучават общо около 5400 студенти в бакалавърска и магистърска степен. От тях 60 са чуждестранни студенти от Украйна, Гърция, Северна Македония, Турция, Сирия, Албания, Молдова и Бангладеш. Учебният процес се осъществява по учебни планове, адаптирани към европейските образователни стандарти. В ТУ – Габрово се подготвят и докторанти по акредитирани специалности.

## История
На 30 юли 1964 г. Президиумът на Народното събрание издава Указ №395 за откриване в града на Висш общотехнически задочен институт (ВОТЗИ).
Първата академична година в института стартира през 1964/1965 г. Институтът започва с 1327 задочни студенти, приети за обучение във висшите технически учебни заведения в страната. Във ВОТЗИ те се обучават през първите 3 години от следването си, а след това продължават и завършват висшето си образование там, където са приети. С Разпореждане № 177 на Министерския съвет през учебната 1965/1966 г. на ВОТЗИ се предоставя собствена квота за прием и обучение на студенти, които започват и завършват в него своето висше образование и се възлага обучение на студенти задочници по специалностите „Технология на машиностроенето“ и „Електрически машини и апарати“. На обучение по тези специалности до завършване на образованието си преминават и студентите-задочници от IV, V и VI курс, независимо от това къде първично са приети и записани.
С Разпореждане на Министерския съвет № 225 от 18 юли 1967 г. в габровския висш общотехнически институт се откриват 2 нови специалности – „Полупроводникова и промишлена електроника“ и „Механично уредостроене“ с прием на 60 студенти в редовно обучение. От 29 септември 1972 г. с указ на Държавния съвет ВОТЗИ се преименува във Висш машинно-електротехнически институт (ВМЕИ).
С решение на НС на Република България от юли 1995 г. ВМЕИ, Габрово придобива статут на технически университет. В началото на 2004 г. Университетът получава сертификат за съответствие на системата за управление на качеството със стандарта ISO 9001:2000 при обучение за придобиване на висше образование, следдипломна квалификация и научни изследвания, издаден от Германското дружество за сертифициране на системи за управление (DQS GmbH) и Международната сертификационна мрежа IQNet DQS.

## Структура

### Ръководство
- ректор – проф. д-р инж. Илия Железаров
- заместник-ректор по УД – проф. д-р инж. Анатолий Трифонов Александров
- заместник-ректор по НИР – доц. д-р инж. Пламен Ценков Цанков
- заместник-ректор по МС и ВО – доц. д-р Лиляна Иванова Русанова

### Факултети
- Факултет „Електротехника и електроника“
- Факултет „Машиностроене и уредостроене“
- Факултет „Стопански“

### Специалности
- Автоматика, информационна и управляваща техника – бакалавър и магистър Архив на оригинала от 2010-09-28 в Wayback Machine.
- Електроенергетика и електрообзавеждане – бакалавър и магистър
- Електроника – бакалавър и магистър
- Компютърни системи и технологии – бакалавър и магистър
- Комуникационна техника и технологии – бакалавър и магистър Архив на оригинала от 2010-11-29 в Wayback Machine.
- Предотвратяване и контрол на замърсяванията от индустрията – магистър
- Машиностроене и уредостроене
- Мехатроника
- Машиностроителна техника и технологии
- Текстилна техника и технологии
- Енергийна техника
- Материалознание и технология на материалите
- Техническа механика
- Машинни елементи и техническо чертане

## Корпуси
- Корпус №1 „Интеграла“
- Корпус №2 „Баждар“
- Корпус №2А „Баждар“
- Корпус №3 „Ректората“
- Корпус №4 „Библиотеката“
- Корпус №5 „Диференциала“
- Корпус №6 „Партийна школа“